# نمذجة النظم الحيوية
تعد نمذجة النظم الحيويَّة (بالإنجليزية: Modelling biological systems)‏ مهمةً أساسيَّة في علم أحياء النظم وعلم الأحياء الرياضي والنظري. يهدف علم أحياء النظم الحاسوبية إلى تطوير واستخدام خوارزميات فعّالة وهياكل بيانات وأدوات تصور وتواصل بهدف النمذجة الحاسوبية للنظم الحيويَّة، ويتضمن استخدام المحاكاة الحاسوبيَّة للنظم الحيويَّة، بما في ذلك النظم الفرعية الخلويَّة (مثل شبكات الأيض والإنزيمات التي تتألف منها عملية الأيض ومسارات توصيل الإشارات والشبكات الجينية التنظيمية)، لتحليل وتصور الاتصالات المعقدة لهذه العمليات الخلويَّة.